# Gare d'Appenweier
La gare d'Appenweier (en allemand : Bahnhof Appenweier), est une gare ferroviaire de la ville allemande d'Appenweier (land de Bade-Wurtemberg).

## Situation ferroviaire
La gare est située au point kilométrique (PK) 137,9 de la Ligne de Mannheim à Bâle entre les gares de Renchen et d'Offenbourg.
Elle est également située au début de la Ligne d'Appenweier à Kehl, la gare suivante étant Legelshurst. Elle est origine de la Renchtalbahn (Appenweier à Bad Griesbach); Elle précède la gare de Zusenhofen.
Le site possède trois quais numérotés 1, 2 et 9. Les quais 1 et 2 sont utilisés pour les relations entre Offenbourg et Karlsruhe/Bad Griesbach. Le quai 9, sur la voie unique du raccordement sud d'Appenweier, pour la relation entre Strasbourg - Kehl et Offenbourg. Trois voies, pour les trains sans arrêt entre Karlsruhe et Offenbourg (ICE, trains de fret ...), sont isolées de la gare par des palissades.

## Histoire
- 1er juin 1844: Ouverture de la section Baden-Oos - Offenbourg de la Rheintalbahn.
- 2 janvier 1861: Ouverture de la ligne d'Appenweier à la frontière française sous l'égide des chemins de fer de l'État de Bade (Badische Staatseisenbahnen).
- 1er juin 1876: Ouverture de la première liaison entre Appenweier et Oppenau par la Renchthal-Eisenbahn-Gesellschaft, société reprise le 31 mai 1909 par les Chemins de fer de l'État de Bade, qui avaient, dès l'ouverture, assuré l'exploitation de la ligne.

## Service des voyageurs

### Accueil
La gare ne possède pas de bâtiment voyageurs mais d'abris de quai. Elle est équipée d'automates sur ses trois quais pour l'achat de titres de transport. Le changement de quai se fait grâce à un passage souterrain. Il faut prévoir un délai de 5 à 10 minutes pour passer du quai 9 aux quais 1 ou 2.

### Desserte
Appenweier est desservie par des trains du réseau de la DB :
- RegionalBahn, sur la liaison entre Offenbourg et Karlsruhe.
- Ortenau-S-Bahn (OSB), entre Bad Griesbach et Offenbourg, et entre Offenbourg et Strasbourg.

La liaison Strasbourg - Offenbourg est également exploitée par des trains X 73900 du TER Alsace.

### Intermodalité
Un parking pour les véhicules y est aménagé.
La gare est desservie par la ligne 7135/37 du réseau Südwestbus sur la relation Offenbourg - Urloffen.

## Galerie de photos

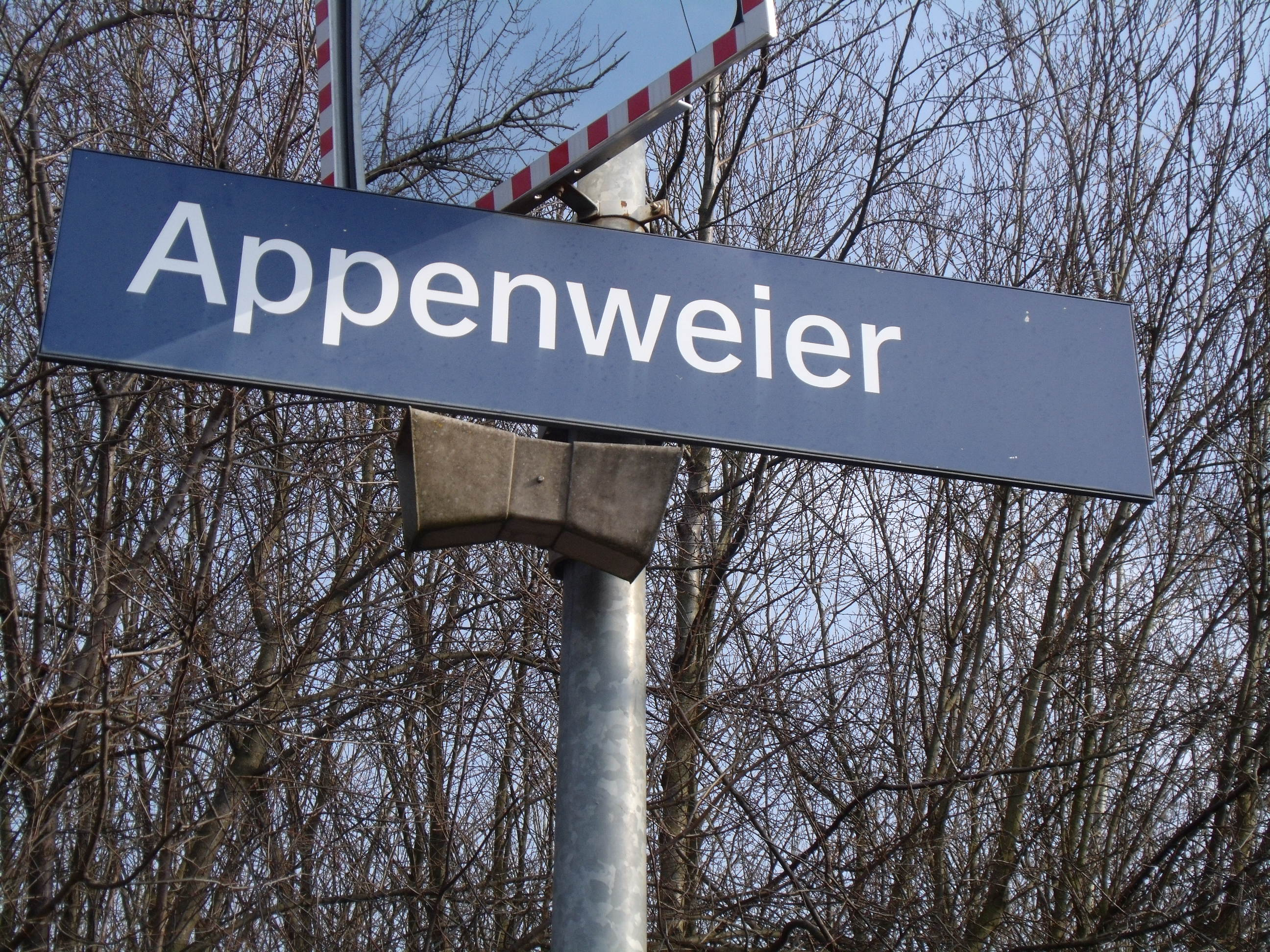
Panneau de la gare sur le quai.
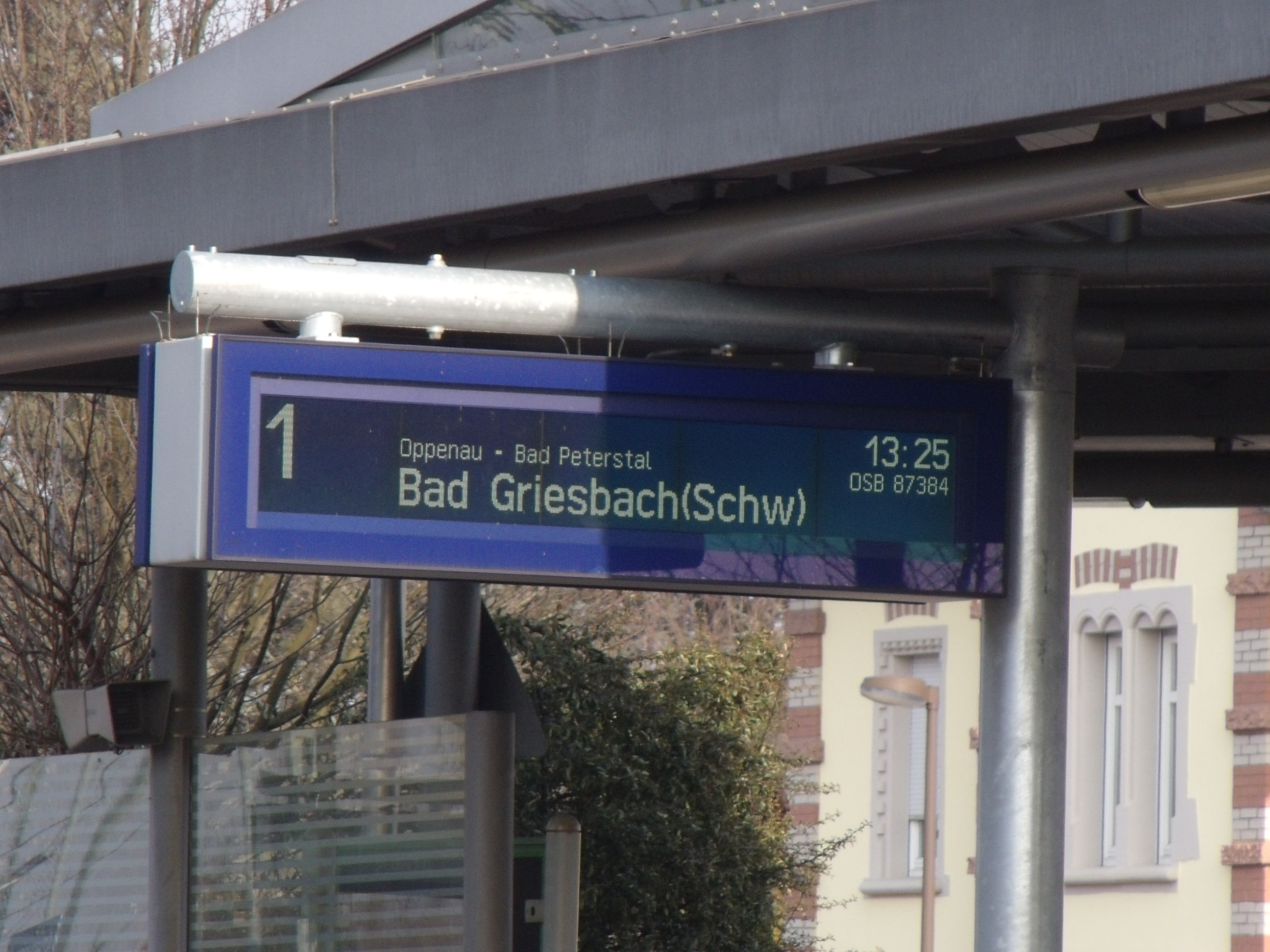
L'annonce du prochain train sur le quai 1.
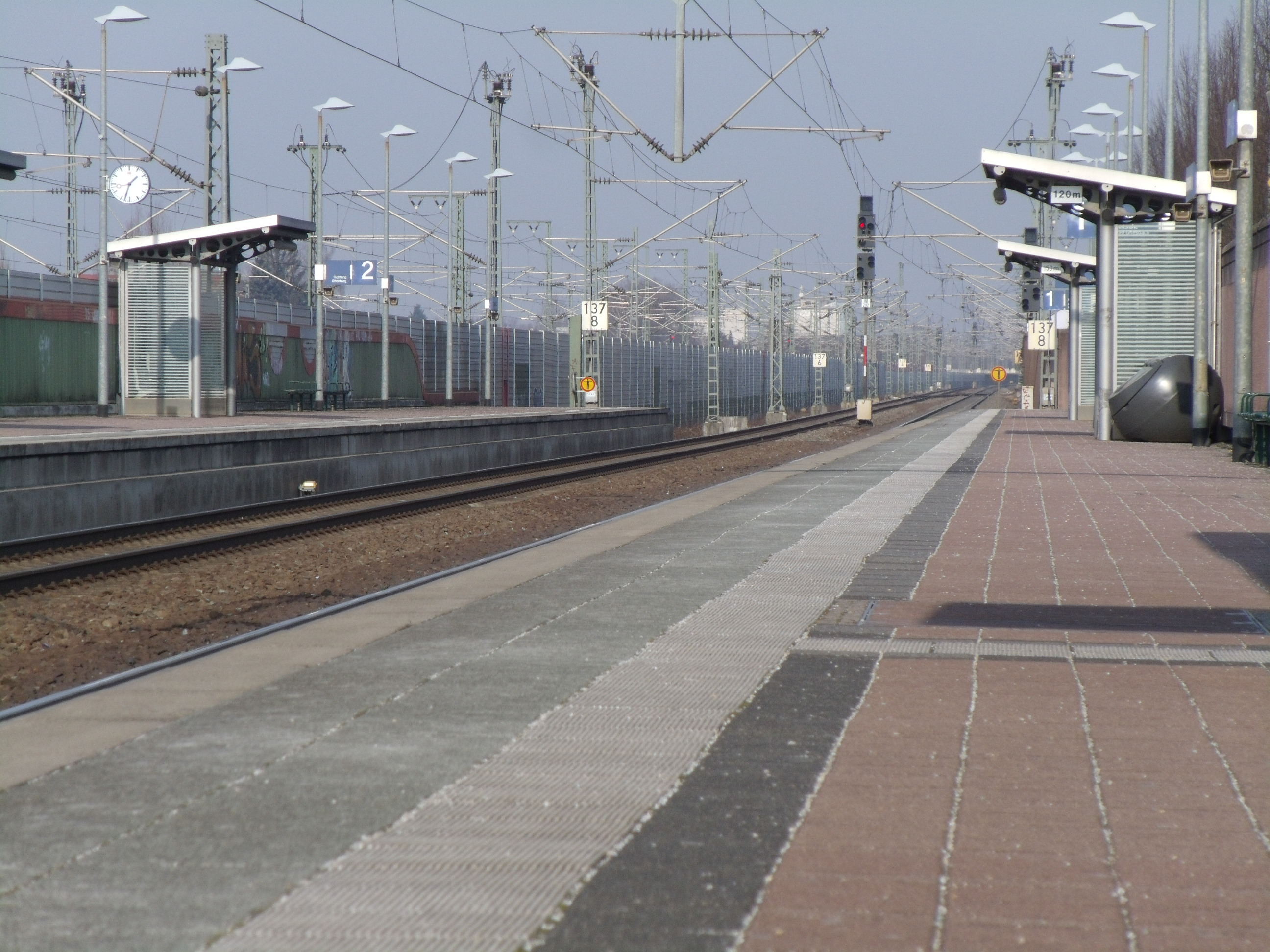
Derrière le quai 2, la palissade et les caténaires de la ligne grande vitesse.
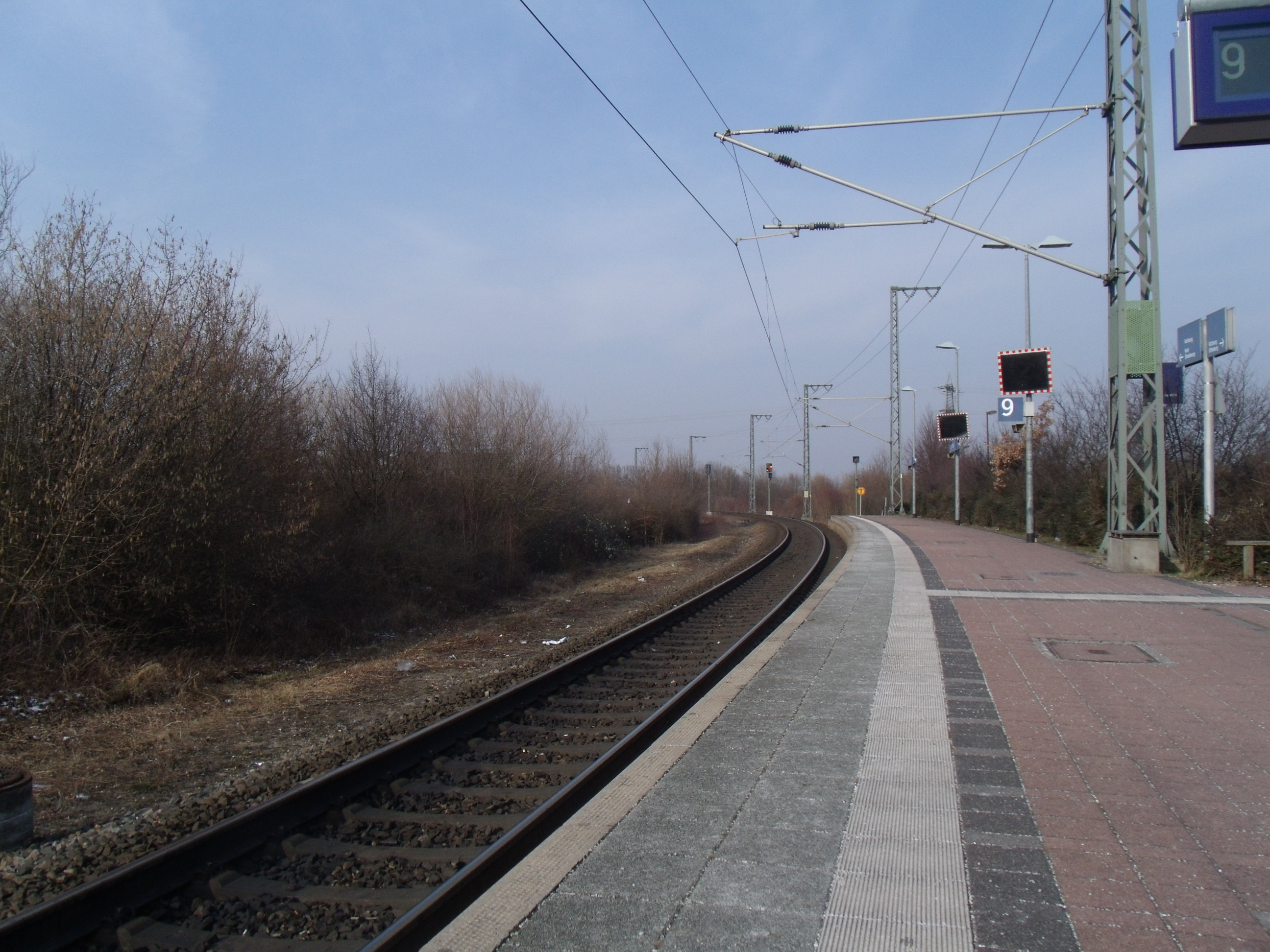
Vue du quai 9 sur la bifurcation sud en direction de Kehl
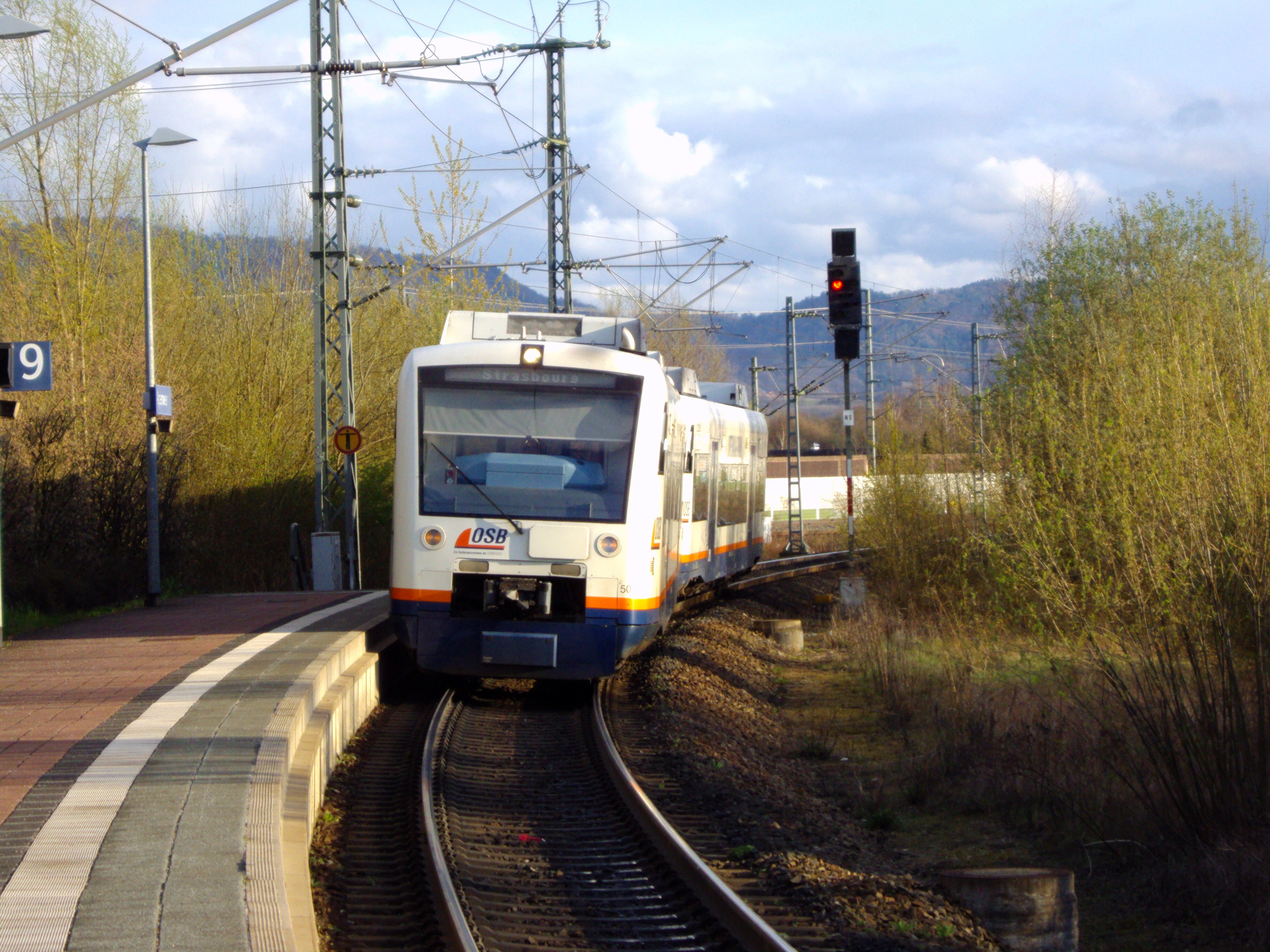
... et en direction d'Offenbourg